# J.C. Tremblay
Jean-Claude "J.C." Tremblay, född 22 januari 1939 i Bagotville, Québec, död 7 december 1994 i Montréal, var en kanadensisk professionell ishockeyspelare.

## Karriär
Jean-Claude Tremblay debuterade för Montreal Canadiens i NHL säsongen 1959–60 med att spela 11 matcher. Tremblay spelade sammanlagt tolv säsonger för Canadiens åren 1959–1972 och vann fem Stanley Cup-titlar med klubben. Han var både skicklig defensivt samt en duktig passningsspelare och speluppläggare i bland annat power play. Säsongen 1970–71 valdes Tremblay som en av två backar till NHL First All-Star Team.
Säsongen 1972–73 bytte Tremblay lag och liga då han anslöt till Quebec Nordiques i den nystartade ligan WHA. Han spelade för Nordiques under lagets alla år i WHA, från 1972 till 1979, och vann Avco Cup med klubben säsongen 1976–77. Säsongerna 1972–73 och 1975–76 gjorde Tremblay flest assists av alla spelare i WHA med 75 respektive 77 framspelningar. Då WHA avvecklades efter säsongen 1978–79 och Quebec Nordiques togs upp av NHL avslutade Tremblay proffskarriären.

## Statistik
| 1959–60    | Montreal Canadiens | NHL        | 11  | 0  | 1   | 1   | 0   | —   | —  | —  | —  | —  |
| 1960–61    | Montreal Canadiens | NHL        | 29  | 1  | 3   | 4   | 18  | 5   | 0  | 0  | 0  | 2  |
| 1961–62    | Montreal Canadiens | NHL        | 70  | 3  | 17  | 20  | 18  | 6   | 0  | 2  | 2  | 2  |
| 1962–63    | Montreal Canadiens | NHL        | 69  | 1  | 17  | 18  | 10  | 5   | 0  | 0  | 0  | 0  |
| 1963–64    | Montreal Canadiens | NHL        | 70  | 5  | 16  | 21  | 24  | 7   | 2  | 1  | 3  | 9  |
| 1964–65    | Montreal Canadiens | NHL        | 68  | 3  | 17  | 20  | 22  | 13  | 1  | 9  | 10 | 18 |
| 1965–66    | Montreal Canadiens | NHL        | 59  | 6  | 29  | 35  | 8   | 10  | 2  | 9  | 11 | 2  |
| 1966–67    | Montreal Canadiens | NHL        | 60  | 8  | 26  | 34  | 14  | 10  | 2  | 4  | 6  | 2  |
| 1967–68    | Montreal Canadiens | NHL        | 73  | 4  | 26  | 30  | 18  | 13  | 3  | 6  | 9  | 2  |
| 1968–69    | Montreal Canadiens | NHL        | 75  | 7  | 32  | 39  | 18  | 13  | 1  | 4  | 5  | 6  |
| 1969–70    | Montreal Canadiens | NHL        | 58  | 2  | 19  | 21  | 7   | —   | —  | —  | —  | —  |
| 1970–71    | Montreal Canadiens | NHL        | 76  | 11 | 52  | 63  | 23  | 20  | 3  | 14 | 17 | 15 |
| 1971–72    | Montreal Canadiens | NHL        | 76  | 6  | 51  | 57  | 24  | 6   | 0  | 2  | 2  | 0  |
| 1972–73    | Quebec Nordiques   | WHA        | 75  | 14 | 75  | 89  | 32  | —   | —  | —  | —  | —  |
| 1973–74    | Quebec Nordiques   | WHA        | 68  | 9  | 44  | 53  | 10  | —   | —  | —  | —  | —  |
| 1974–75    | Quebec Nordiques   | WHA        | 68  | 16 | 56  | 72  | 18  | 11  | 0  | 10 | 10 | 2  |
| 1975–76    | Quebec Nordiques   | WHA        | 80  | 12 | 77  | 89  | 16  | 5   | 0  | 3  | 3  | 0  |
| 1976–77    | Quebec Nordiques   | WHA        | 53  | 4  | 31  | 35  | 16  | 17  | 2  | 9  | 11 | 2  |
| 1977–78    | Quebec Nordiques   | WHA        | 54  | 5  | 37  | 42  | 26  | 1   | 0  | 1  | 1  | 0  |
| 1978–79    | Quebec Nordiques   | WHA        | 56  | 6  | 38  | 44  | 8   | —   | —  | —  | —  | —  |
| NHL totalt | NHL totalt         | NHL totalt | 794 | 57 | 306 | 363 | 204 | 108 | 14 | 51 | 65 | 58 |
| WHA totalt | WHA totalt         | WHA totalt | 454 | 66 | 358 | 424 | 126 | 34  | 2  | 23 | 25 | 4  |

## Meriter
- Stanley Cup – 1964–65, 1965–66, 1967–68, 1968–69 och 1970–71
- NHL First All-Star Team – 1970–71
- NHL Second All-Star Team – 1967–68
- Avco Cup – 1976–77
- WHA First All-Star Team – 1972–73, 1974–75 och 1975–76
- WHA Second All-Star Team – 1973–74
- Gjorde flest assists i WHA säsongerna 1972–73 och 1975–76